# Pica-pau-de-sobre-vermelho
Pica-pau-de-sobre-vermelho (nome científico: Veniliornis kirkii) é uma espécie de ave pertencente à família dos picídeos.  Pode ser encontrado na Costa Rica, ao sul e leste do Equador, Venezuela, Trinidad e Tobago, e também há registros no Brasil.

## Subespécies
São reconhecidas cinco subespécies:
- Veniliornis kirkii kirkii (Malherbe, 1845) - ocorre nas ilhas de Trinidad e Tobago; e também na Península de Paría Peninsula no nordeste da Venezuela;
- Veniliornis kirkii neglectus (Bangs, 1901) - ocorre do sudeste da Costa Rica até o oeste do Panamá; ocorre também na ilha de Coiba;
- Veniliornis kirkii cecilii (Malherbe, 1849) - ocorre do leste do Panamá até o oeste da Colômbia, oeste do Equador e extremo norte do Peru;
- Veniliornis kirkii continentalis (Hellmayr, 1906) - ocorre no norte e oeste da Venezuela;
- Veniliornis kirkii monticola (Hellmayr, 1918) – ocorre na região central e sudeste da Venezuela (nos tepuis do noroeste do estado de Amazonas e no sudeste do estado de Bolívar) e também no Oeste da Guiana na região do Monte Roraima.